# 몬테네그로 대통령
몬테네그로의 대통령은 몬테네그로의 국가 원수이다.
몬테네그로의 대통령의 임기는 5년 중임제이고 최대 임기는 10년이지만 명예직에 지나지 않으며 대부분 권한은 총리가 갖는다. 초대 대통령은 몬테네그로 자치 공화국 시절인 1992년 4월 28일에 취임한 모미르 불라토바치와 2006년 독립 이후 2006년 6월 3일에 취임한 필립 부야노비치가 있다.

## 같이 보기
- 몬테네그로의 총리